# 나이아가라 리버 라이온즈
나이아가라 리버 라이온즈(영어: Niagara River Lions)는 캐나다 온타리오주 세인트캐서린스를 연고지로 하는 CEBL 프로 농구팀이다. 2015년부터 2017년까지 NBL 캐나다 센트럴 디비전 소속 있었다.

## 역대 홈경기장
| 나이아가라 리버 라이온즈 |             |                           |      |
| 경기장                   | 사용기간    | 장소                      | 비고 |
| 머리디언 센터            | 2015년~현재 | 온타리오주 세인트캐서린스 | 빈칸 |